# 土舟蛾属
土舟蛾属为舟蛾科的一个属，分布於東北亞至中國南部一帶，其中在中國有最高的物種多樣性，本屬五個物種在中國都有分布。前翅褐色，翅基部有一條黑褐色帶紋延伸至翅外緣，翅外緣綴有白色的方形斑。雄性生殖器的背兜側突（socii）纖長，抱器瓣（valva）邊緣呈鋸齒狀。

## 物种
- 背白土舟蛾 Togepteryx dorsoalbida Schintlmeister, 1989
- 背黄土舟蛾 Togepteryx dorsoflavida (Kiriakoff, 1964)
- 拟土舟蛾 Togepteryx incongruens Schintlmeister, 1989
- Togepteryx meyi Schintlmeister, 2008
- 土舟蛾 Togepteryx velutina (Oberthür, 1880)